# Lioubotyn
Lioubotyn (en ukrainien : Люботин, en russe : Люботин, Lioubotine) est une ville de l'oblast de Kharkiv, en Ukraine. Sa population s'élevait à 20 001 habitants en 2022.

## Géographie

### Situation
Lioubotyn est située à 21 km à l'est de Kharkiv. Elle se trouve sur la rive nord de la petite rivière Merefa, affluente de la rivière Mja, puis du Donets, dans le bassin hydrographique du fleuve Don.

## Histoire

### Origine
Lioubotyn est fondée en 1650 sur la rivière Lyoubotinke. En décembre 1905, lors de la première révolution russe, une république indépendante des travailleurs est proclamée à Lioubotyn, avant d'être écrasée au bout de trois jours par les forces impériales.

### XXesiècle
L'histoire de Lioubotyn est étroitement liée à la construction de sa gare ferroviaire. La ville est aujourd'hui reliée par chemin de fer à Kharkiv, Merefa, Soumy et Poltava.
En 1938, Lioubotyn reçoit le statut de la ville. En 1993, Lioubotyn obtient le statut de ville d'importance régionale.

## Population
Recensements (*) ou estimations de la population :
| 1923* | 1926* | 1939*  | 1959*  | 1970*  | 1979*  | 1989*  |
| ----- | ----- | ------ | ------ | ------ | ------ | ------ |
| 4 749 | 7 671 | 26 335 | 31 540 | 33 324 | 32 780 | 29 395 |

| 2001*  | 2010   | 2011   | 2012   | 2013   | 2014   | 2015   |
| ------ | ------ | ------ | ------ | ------ | ------ | ------ |
| 24 173 | 21 825 | 21 866 | 21 868 | 21 909 | 21 853 | 21 714 |

| 2016   | 2017   | 2018   | 2019   | 2020   | 2021   | 2022   |
| ------ | ------ | ------ | ------ | ------ | ------ | ------ |
| 21 631 | 21 328 | 21 102 | 20 887 | 20 646 | 20 376 | 20 001 |